# 熔炉 (熔炼金属)
熔铁炉是一种用来加热金属的火炉，或是一个放置这种火炉的工作站(铁匠铺)。铁匠用熔铁炉把金属加热到一定温度来更容易地通过锻造使金属成型，或是把金属加热到不再发生硬化为止。铁匠把这块金属（也叫“工件”）用火钳从熔铁炉中夹进夹出，铁匠也用火钳把工件夹在铁砧上用锤子敲打。

## 熔铁炉的种类

### 煤炉

一种煤炉的基本构造。

一种使用烟煤的典型熔铁炉，使用焦炭或木炭作为燃料来加热金属。这些熔炉的设计在历史上不断演变，但不管燃料是煤炭、焦炭、或木炭，它的基本设计都没有改变。
这种熔炉本质上是一个能控制火势使得金属能被投入火中，进入一种可延展的状态或是发生其它冶炼反应（如淬火、退火、回火等）的炉子。有以下三种方法能控制这种炉中的火：空气的量、燃料的量和燃料的形状。
几千年以来，这种熔炉发展出了各种形态，都具有如下这些部件：
- 风管————一根贯穿的将空气吹入炉内的管子。
- 风箱————用于将空气吹入炉内。
- 火炉————燃料在风管上方或对面燃烧的地方。传统的火炉用土坯、砖或石头，后来也有铁制成的。

在操作中，燃料被放在火炉之内或之上。风扇或风箱作为风的来源，将额外的空气从风管吹入火炉。有了更多的空气，火会消耗更多的燃料且烧得更烫（还更干净————烟可以认为是逸出的潜在燃料）.

### 气炉
气炉一般使用丙烷或天然气作为燃料。
气炉在大小和建筑方面十分多样，大到带有一个或几个有鼓风机的大煤气灯头的炉子，小到一个咖啡罐和一个简单的丙烷灯。
气炉最基本的好处就是便于使用，尤其是对新手而言。气炉比煤炉更易于操作，而且产生的火干净又稳定。气炉不太“善变”，火不能适应一些大的或不规则形金属的形状，它也难以加热一个工件的一小部分。对于气炉有一个普遍的误区，就是它不能产生足够的热量来实现熔接，然而一个设计得精巧的气炉可以热得执行任何任务。

### 炼铁炉
炼铁炉是一种将生铁提炼成熟铁的炉。

## 相册

### 照片

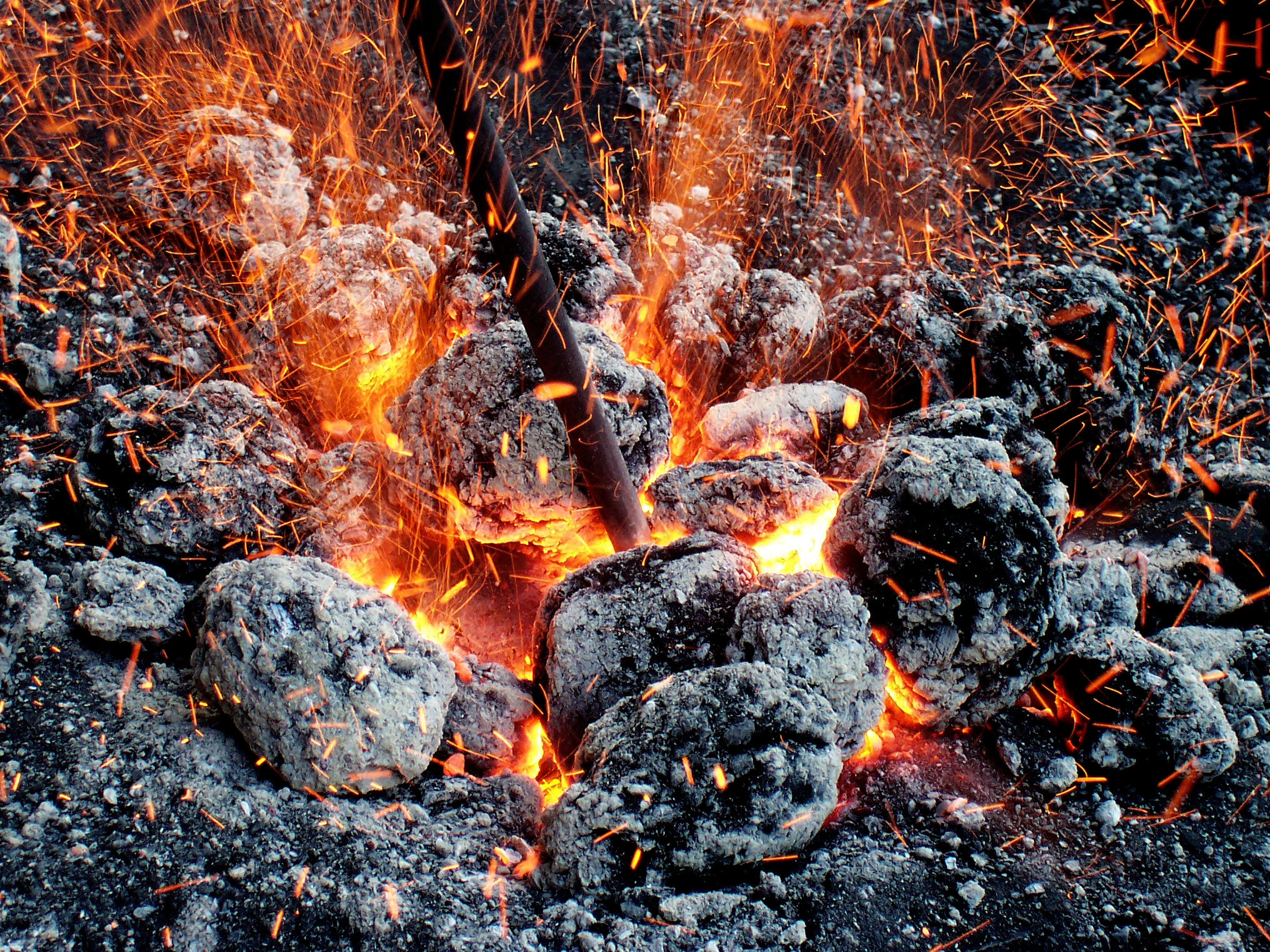
炉火
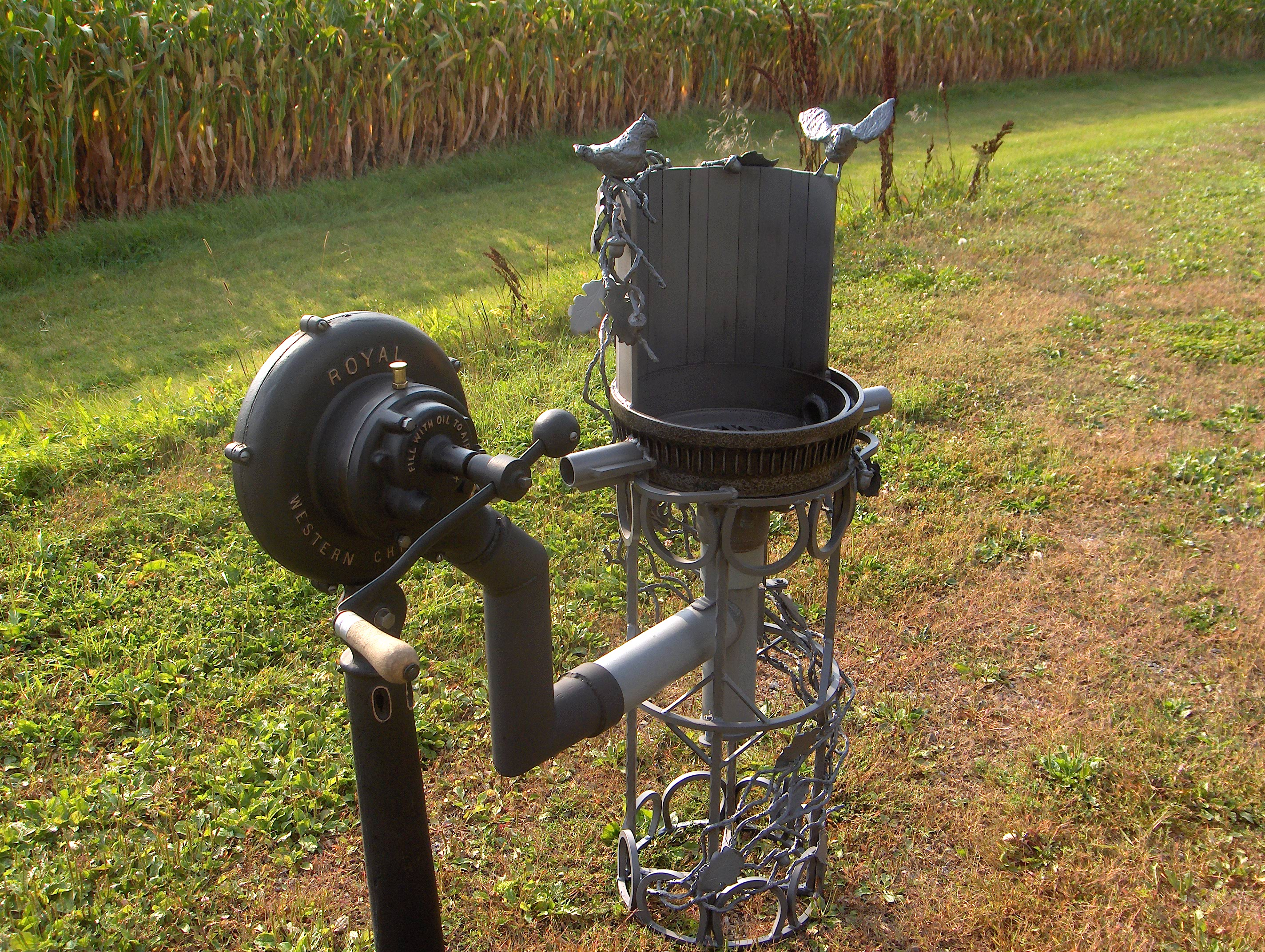
制动鼓煤炉
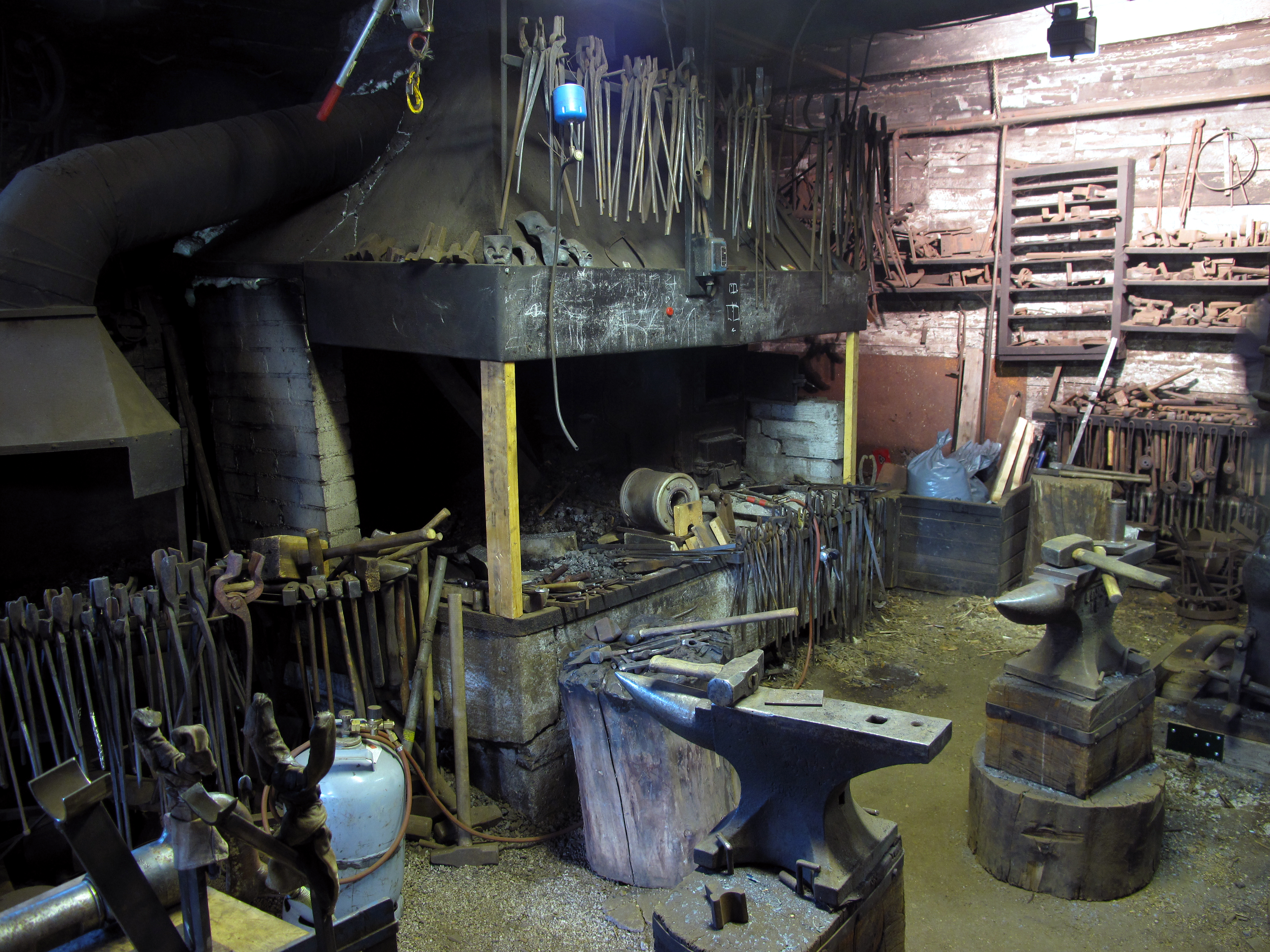
芬兰一家典型的铁匠铺
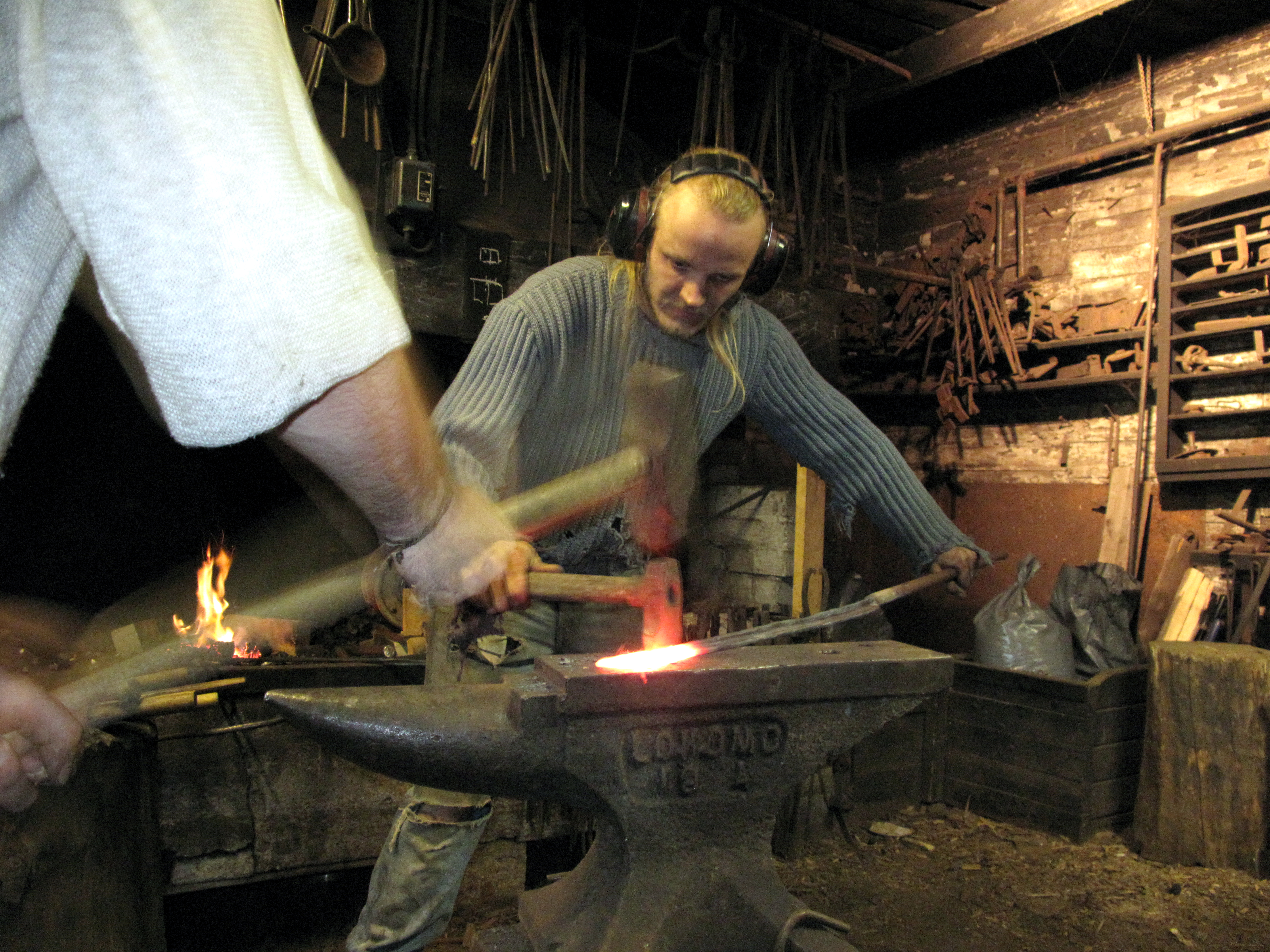
游客在帮助铁匠使用铁砧

### 艺术
更多信息请访问

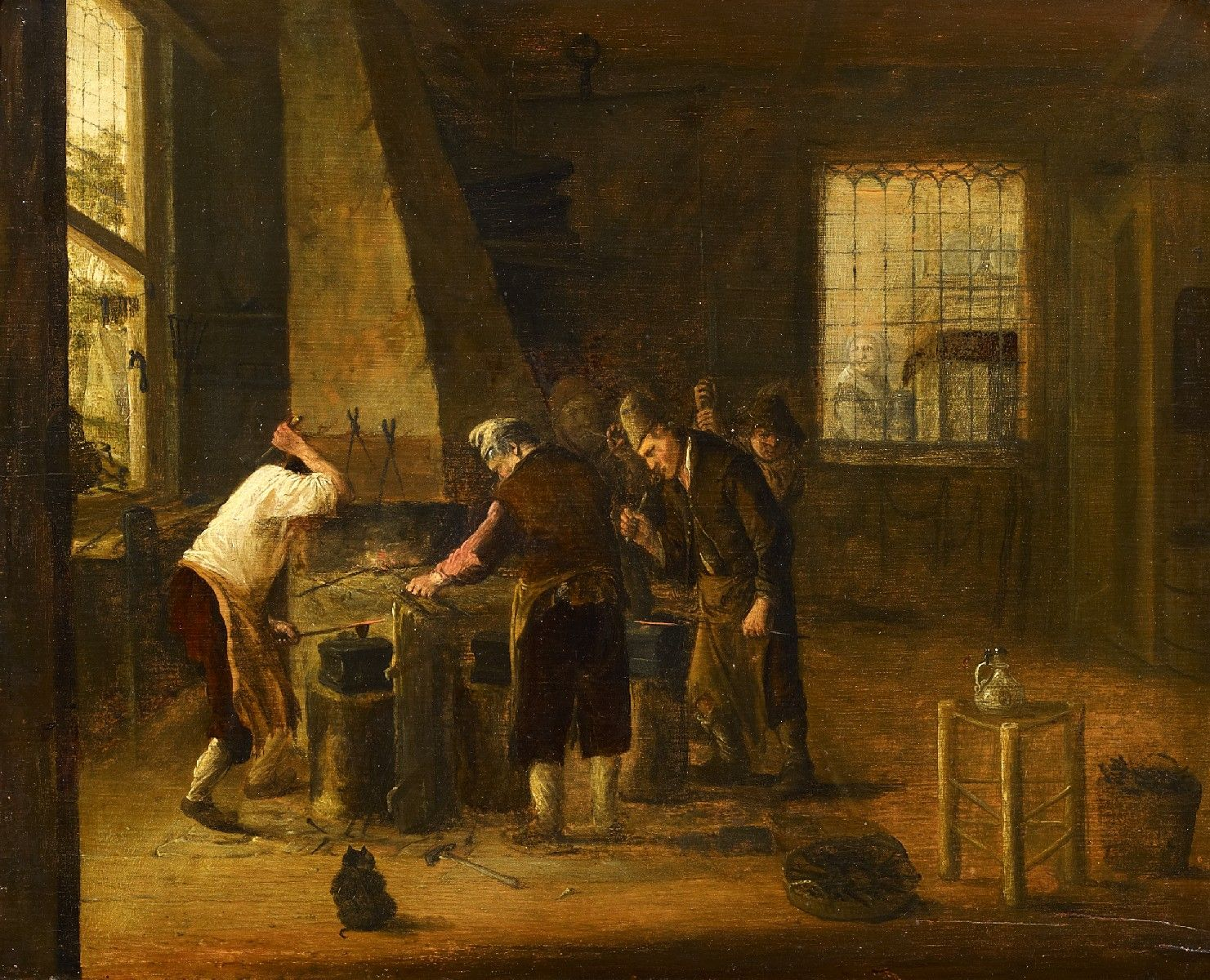
一幅17世纪的表现熔铁炉周围人们的画
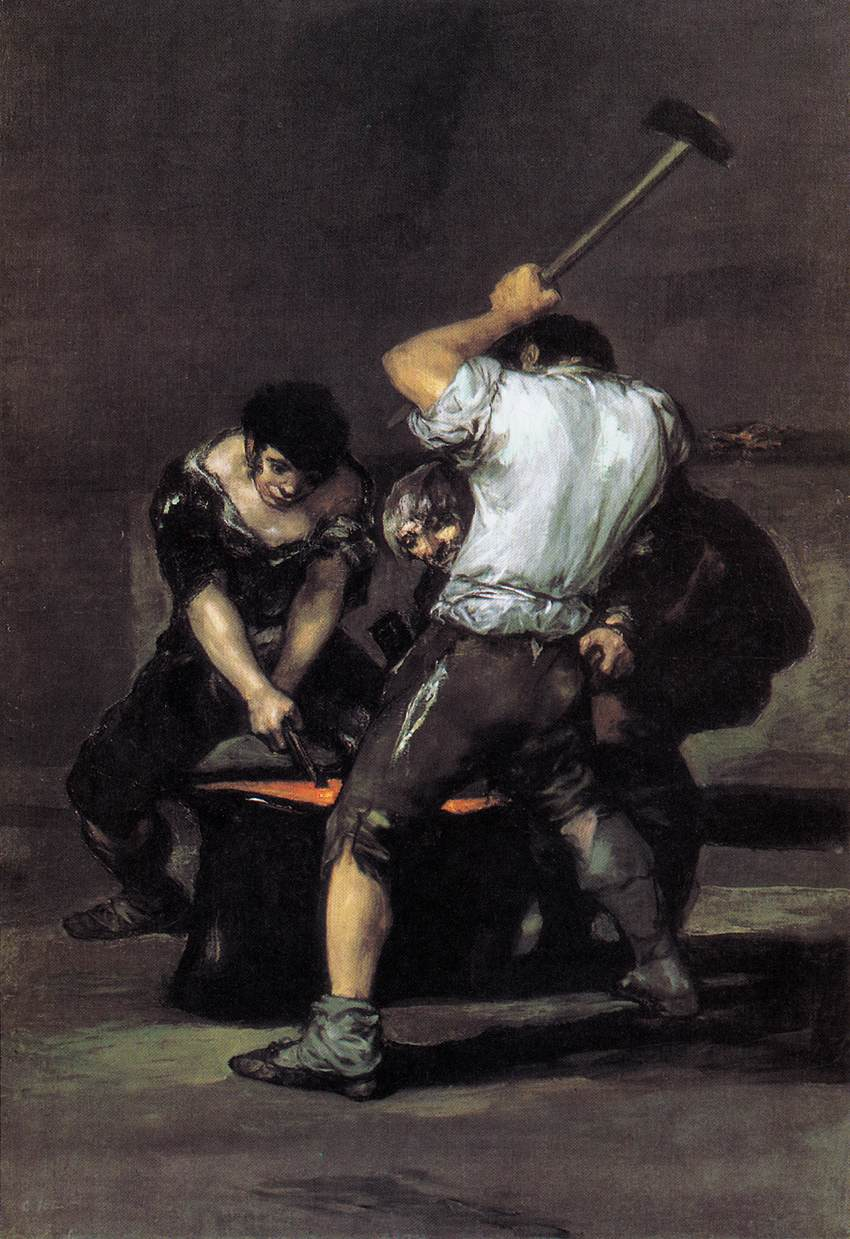
弗朗西斯科·戈雅的 《熔炉》 现藏于 弗里克收藏
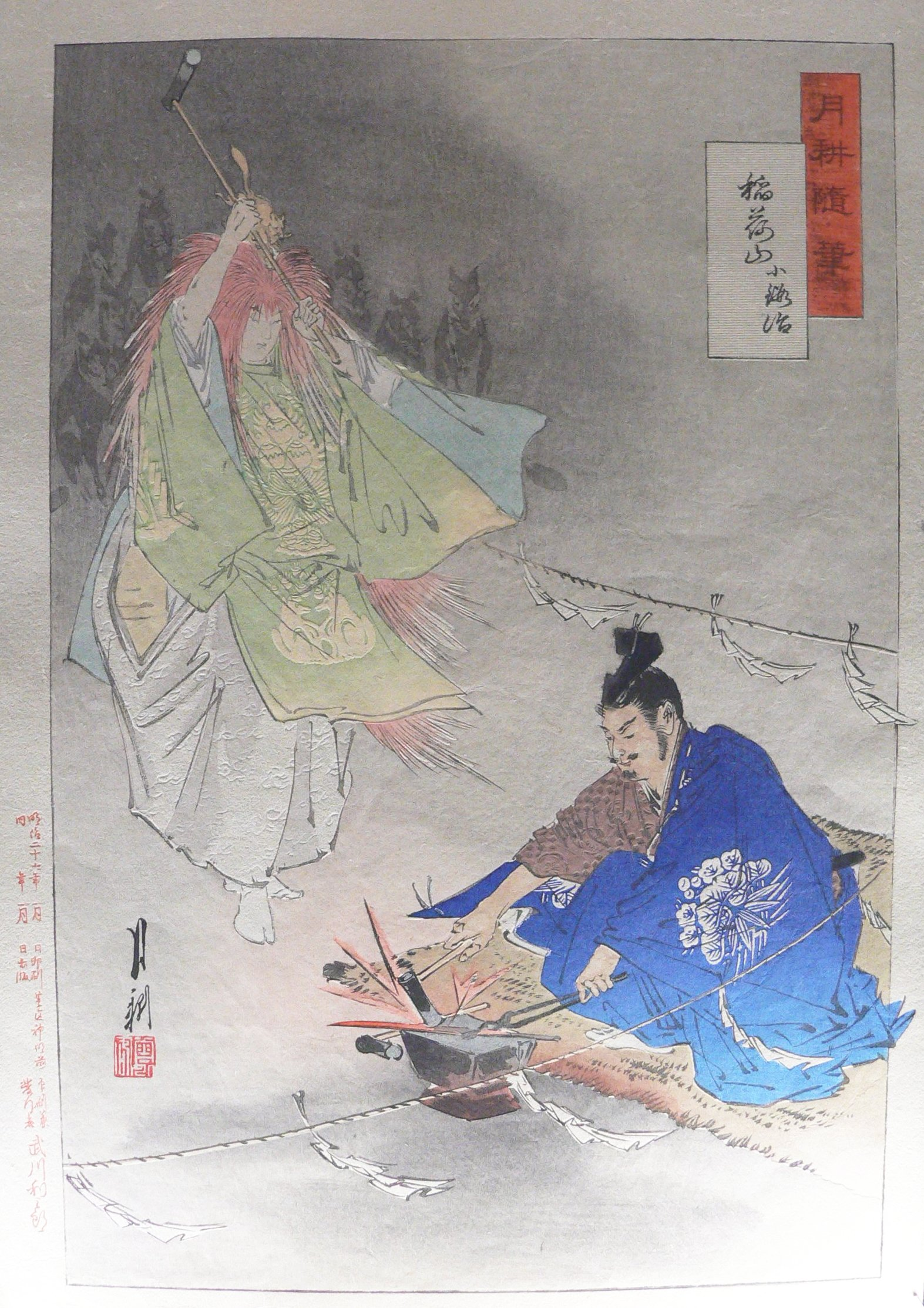
铁匠Munechika(10世纪),在一位狐狸神的帮助下(左，被小狐狸围住),锻造一把剑Ko-Gitsune Maru("小狐狸")。木版画由Ogata Gekkō绘制。